# Énergie de Fermi
Ne doit pas être confondu avec Niveau de Fermi.
Pour les articles homonymes, voir Fermi.
L'énergie de Fermi, EF, en mécanique quantique, est l'énergie du plus haut état quantique occupé dans un système par des fermions à 0 K.
Parfois, le terme est confondu avec le niveau de Fermi, qui décrit un sujet proche quoique différent, le niveau de Fermi représentant le potentiel chimique des fermions. Ces deux quantités sont les mêmes à 0 K, mais diffèrent pour toute autre température.

## Définition
En mécanique quantique, un groupe de particules nommé « fermions » (qui comprend les leptons — électrons, muons, tauons et neutrinos — et les quarks) obéit au principe d'exclusion de Pauli, c'est-à-dire que deux fermions ne peuvent occuper le même état quantique, défini par un ensemble de nombres quantiques (par exemple, dans le cas des atomes polyélectroniques, chaque état quantique décrit par quatre nombres quantiques, n, l, ml et ms ne peut être occupé que par un électron). 
Dans un système contenant de nombreux fermions, chacun occupe un état quantique différent défini par ses nombres quantiques, ces états étant remplis par énergie croissante : l'état de plus basse énergie est occupé le premier, puis en fonction du nombre de fermions, des états dont l'énergie est de plus en plus haute sont occupés. On appelle alors énergie de Fermi l'énergie de l'état occupé de plus haute énergie.
Ainsi, en théorie, même à 0 K, un métal possède des électrons dont l'énergie n'est pas nulle et qui se déplacent toujours. Ceux qui ont l'énergie la plus élevée, l'énergie de Fermi qui est égale à leur énergie cinétique, se déplacent le plus rapidement, à la vitesse de Fermi.
L'énergie de Fermi est un concept important de la physique de la matière condensée, utilisé par exemple pour décrire les métaux, les isolants et les semi-conducteurs. C'est un paramètre très important dans la physique des semi-conducteurs, dans la physique des superfluides comme pour l'hélium à basse température (aussi bien 3He normal que superfluide), et il est assez important en physique nucléaire ainsi que pour comprendre la stabilité des naines blanches vis-à-vis de l'effondrement gravitationnel.

### Définition avancée
L'énergie de Fermi d'un système de fermions non interagissant est l'augmentation d'énergie de l'état fondamental quand exactement une particule est ajoutée au système. On peut aussi l'interpréter comme l'énergie maximale d'un fermion dans cet état fondamental. Le potentiel chimique à 0 K est égal à l'énergie de Fermi.

## Illustration pour un puits de potentiel carré à une dimension
Dans l'exemple d'un puits de potentiel carré présentant des barrières de potentiel infini et de longueur L, la résolution de l'équation de Schrödinger pour une particule est bien connue : la particule ne peut prendre que certaines valeur d'énergie définies via un nombre quantique n par :
{\displaystyle E_{n}={\frac {\hbar ^{2}\pi ^{2}}{2mL^{2}}}n^{2}}
avec n en entier naturel non nul.
Si l'on suppose à présent que l'on n'a plus une mais N particules dans le puits, et qu'il s'agit de fermions de spin 1/2, alors selon le principe d'exclusion de Pauli il ne peut y avoir que deux particules ayant la même énergie (l'une avec un spin +1/2, l'autre -1/2). Ainsi, si deux particules peuvent avoir l'énergie {\displaystyle E_{1}={\frac {\hbar ^{2}\pi ^{2}}{2mL^{2}}}}, les deux suivantes sont forcées d'avoir une énergie plus élevée, {\displaystyle E_{2}=4E_{1}}, et ainsi de suite. Dans cette configuration, afin que l'énergie soit minimale (état fondamental), tous les niveaux d'énergie pour n ≤ N/2 (ou (N+1)/2 si N est impair) sont occupés, les autres sont vides. L'énergie de Fermi pour ce système est donc : 
{\displaystyle E_{\rm {F}}=E_{N/2}={\frac {\hbar ^{2}\pi ^{2}}{2mL^{2}}}(N/2)^{2}}